# Viaduc autoroutier de Montesson
Le viaduc autoroutier de Montesson ou viaduc de Montesson dans la version courte, appelé également viaduc de Mesnil-le-Roi, est un viaduc français situé entre les communes de Montesson et du Mesnil-le-Roi, dans le département des Yvelines permettant à l'autoroute A14 de traverser la Seine en contrebas de la grande terrasse de Saint-Germain-en-Laye.
L'extrémité ouest du viaduc est directement connectée au tunnel de Saint-Germain.